# Shabadabada
Shabadabada es una canción cantada por el grupo mexicano OV7, incluida en su octavo álbum de estudio CD 00 (2000). Esta canción fue lanzada como el segundo sencillo oficial del disco

## Otros datos
Esta canción fue versionada al idioma portugués con la cantante Yasmin Lucas cuando participó en un concurso de canto de su país.

## Video musical
Los integrantes están dentro de un lugar lleno de luces y baliando mientras cantan hasta el final.
Fue patrocinado por el servicio de internet AOL.

## Lista de canciones
- Promo CD[6][7]

| N.º | Título                                        | Duración |  |
| 1.  | «Shabadabada (Night Of The Rapino Radio Cut)» | 3:22     |  |
| 2.  | «Shabadabada (Doing Time Radio Cut)»          | 3:36     |  |
| 3.  | «Shabadabada (Robert Baldi Cut)»              | 4:05     |  |
| 4.  | «Shabadabada (Album Version)»                 | 3:54     |  |